# Lugnvik, Lerums kommun
Lugnvik är en småort i Lerums socken i Lerums kommun i Västergötland.